# Wang Na
Wang Na, född den 27 januari 1984 i Langzhong, Kina, är en kinesisk konstsimmare.
Hon tog OS-brons i lagtävlingen i konstsim i samband med de olympiska konstsimstävlingarna 2008 i Peking.